# 西区 (釜山広域市)

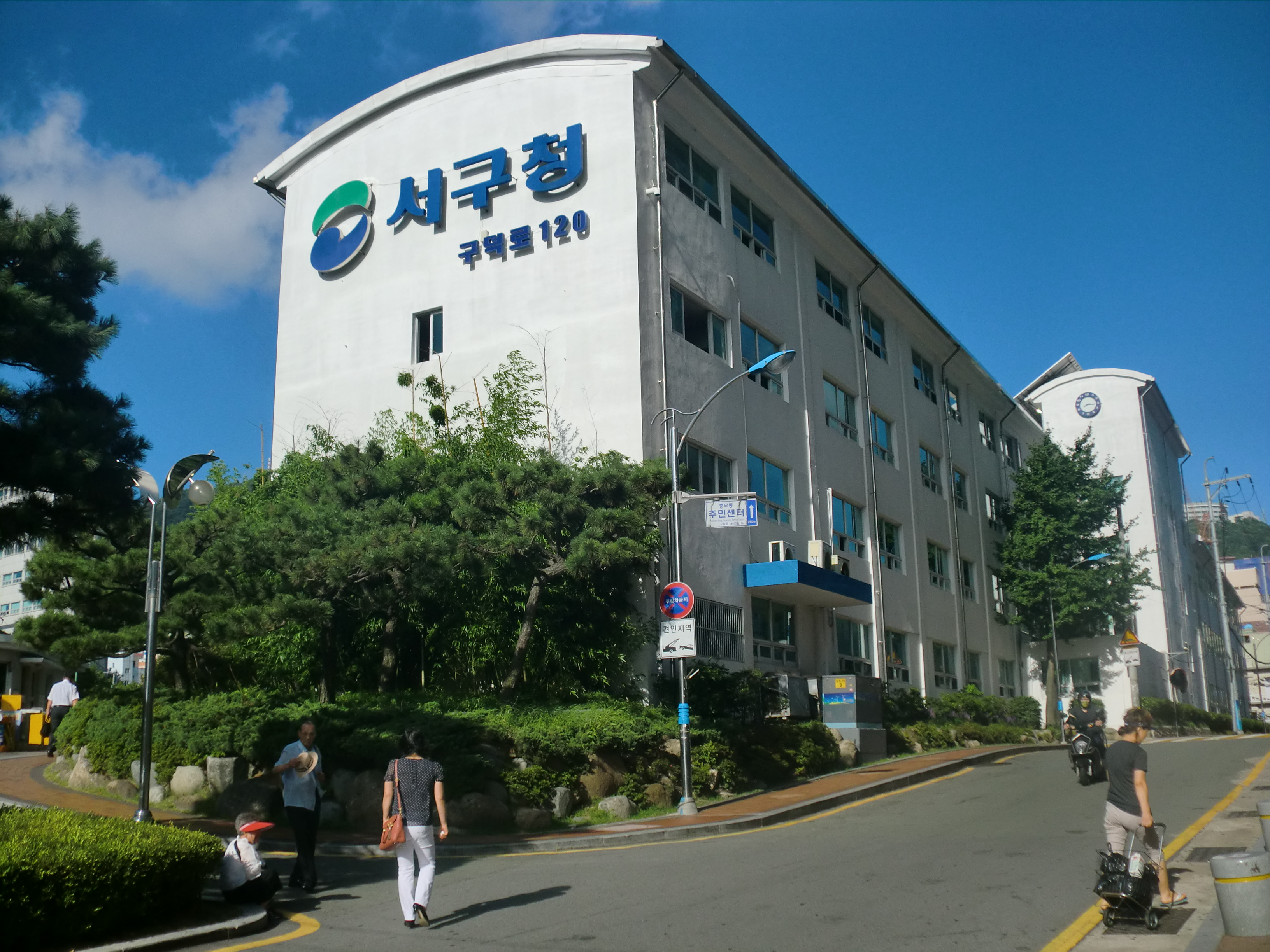
西区庁

西区（ソく）は、大韓民国釜山広域市の区。

## 地理
東側で中区・東区・影島区、北側で釜山鎮区・沙上区、西側で沙下区と隣接している。

## 歴史
- 1957年1月1日 - 釜山市東大新洞・西大新洞・芙蓉洞・富民洞・土城洞・峨嵋洞・草場洞・玩月洞・南富民洞・岩南洞・槐亭洞・堂里洞・下端洞・長林洞・多大洞・旧平洞・新平洞・甘川洞および忠武洞の一部の区域をもって、釜山市西区を設置。
- 1978年2月15日 - 釜山鎮区鶴章洞の一部を編入。
- 1983年12月15日 - 槐亭洞・堂里洞・下端洞・新平洞・長林洞・多大洞・旧平洞・甘川洞が沙下区に編入。

## 行政

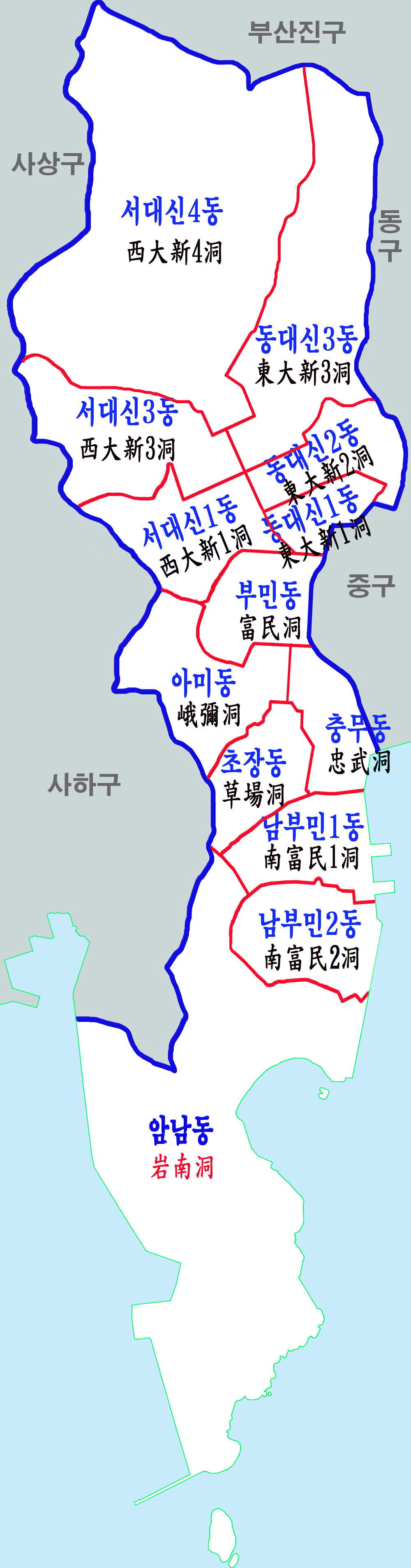
行政区域図

15の行政洞からなる。
| 行政洞                                | 法定洞                                                                                 |
| ------------------------------------- | -------------------------------------------------------------------------------------- |
| 東大新第1洞（トンデシンジェイルトン） | 東大新洞1街                                                                            |
| 東大新第2洞（トンデシンジェイドン）   | 東大新洞2街                                                                            |
| 東大新第3洞（トンデシンジェサムドン） | 東大新洞3街                                                                            |
| 西大新第1洞（ソデシンジェイルトン）   | 西大新洞1街、西大新洞2街                                                               |
| 西大新第3洞（ソデシンジェサムドン）   | 西大新洞3街                                                                            |
| 西大新第4洞（ソデシンジェサドン）     | 西大新洞3街                                                                            |
| 富民洞（プミンドン）                  | 芙蓉洞1街、芙蓉洞2街、富民洞1街、富民洞2街、富民洞3街                                  |
| 峨嵋洞（アミドン）                    | 峨嵋洞1街、峨嵋洞2街                                                                   |
| 草場洞（チョジャンドン）              | 草場洞                                                                                 |
| 忠武洞（チュンムドン）                | 土城洞1街、土城洞2街、土城洞3街、土城洞4街、土城洞5街、忠武洞1街、忠武洞2街、忠武洞3街 |
| 南富民第1洞（ナンブミンジェイルトン） | 南富民洞                                                                               |
| 南富民第2洞（ナンブミンジェイドン）   | 南富民洞                                                                               |
| 岩南洞（アムナムドン）                | 岩南洞                                                                                 |

### 警察
- 釜山西部警察署

### 消防
- 中部消防署
  - 富民119安全センター
  - 忠武119安全センター

## 教育機関

### 大学校
- 釜山大学校峨嵋キャンパス（부산대학교）（国立）
- 東亜大学校富民キャンパス、九徳キャンパス
- 高神大学校松島キャンパス

### 高等学校
- 慶星電子高等学校（朝鮮語版）
- 慶南高等学校（朝鮮語版）
- 釜慶高等学校（朝鮮語版）
- 釜山観光高等学校（朝鮮語版）
- 釜山西女子高等学校（朝鮮語版）

### 中学校
- アルロイシオ中学校

## スポーツ

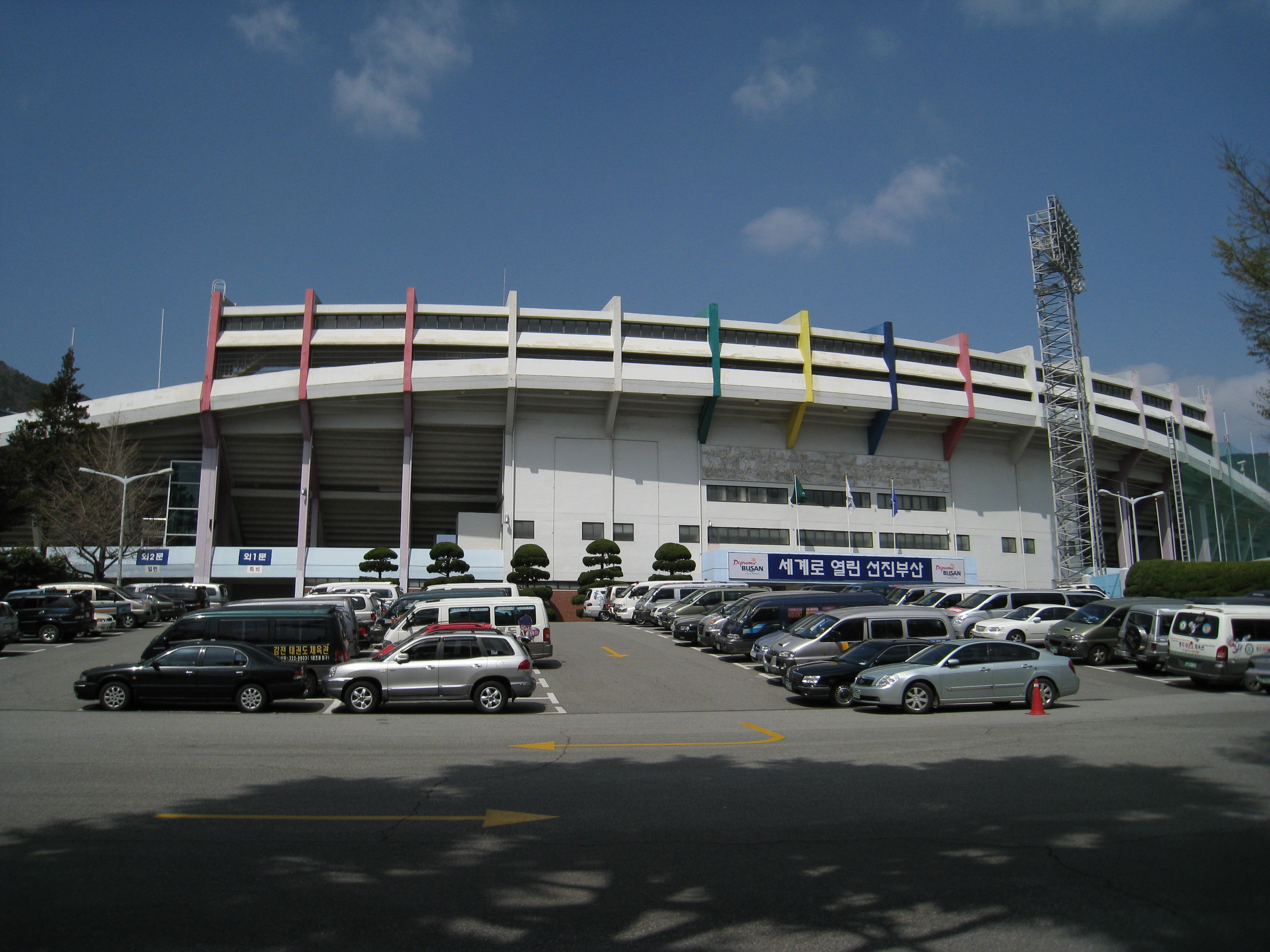
九徳運動場の主競技場

- 九徳運動場

## 交通

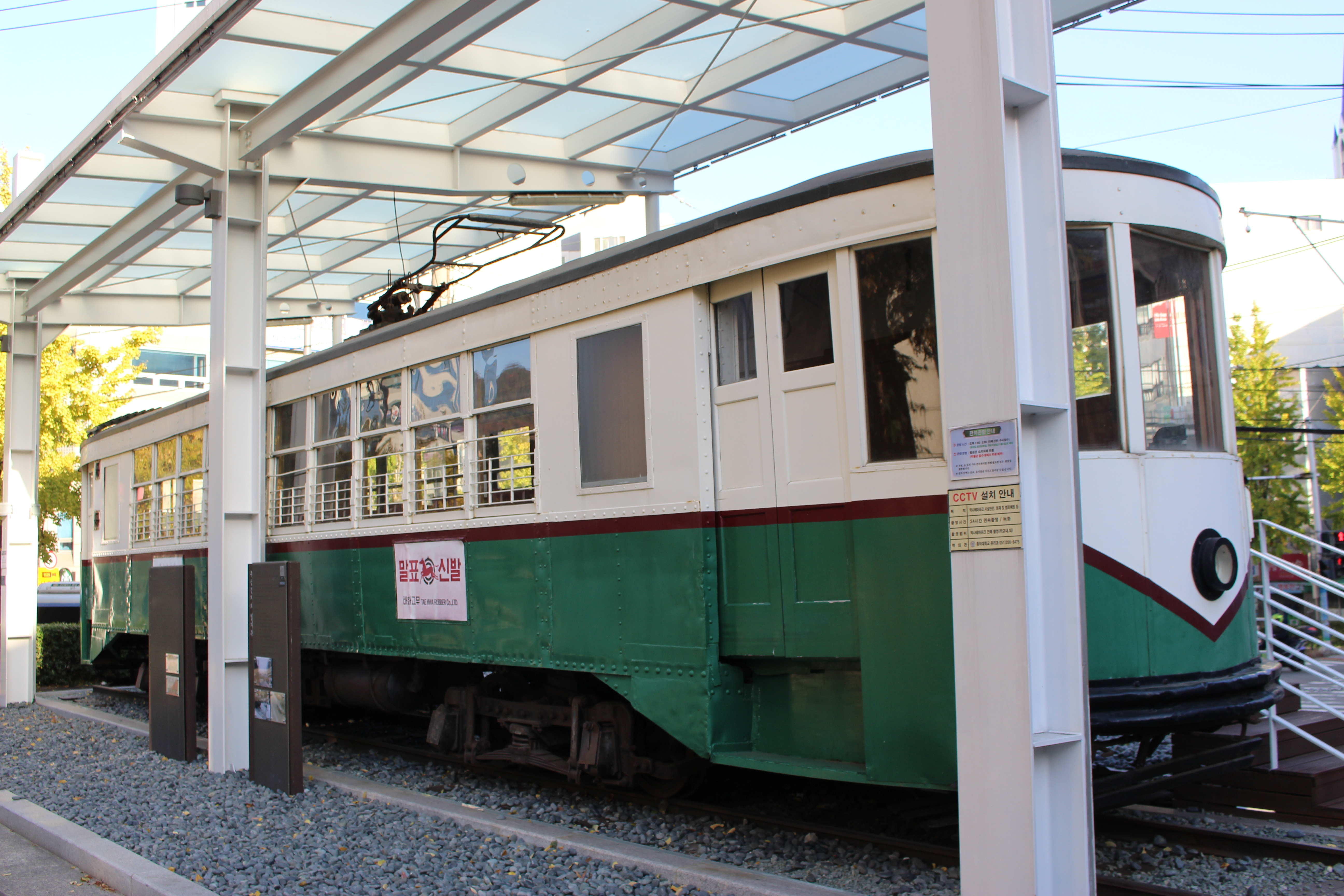
東亜大学校富民キャンパスに展示されている釜山市電の車両

### 鉄道
- 釜山交通公社
  - 釜山都市鉄道1号線

西大新駅 - 東大新駅 - 土城駅 - チャガルチ駅

## 観光

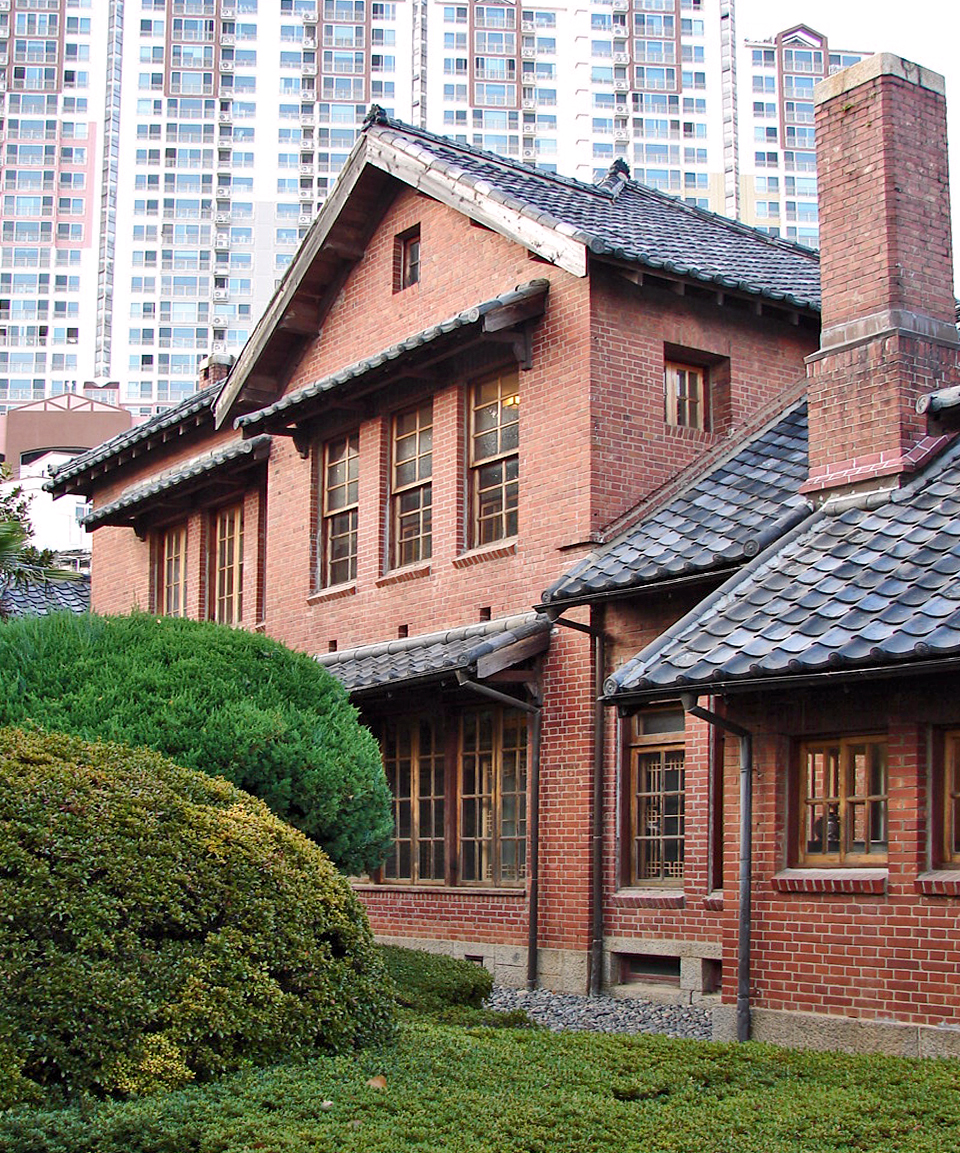
臨時首都記念館

- 臨時首都記念館
- 東亜大学石堂博物館
- 峨嵋洞碑石文化村
- 松島海水浴場
- 松島海上ケーブルカー
- 所望階段モノレール